# Lisa Hovland-Udén
Lisa Hovland-Udén (* 20. September 1990 als Lisa Hovland) ist eine schwedische Geschwindigkeitsskifahrerin.

## Biographie
Hovland-Udén stammt aus der Provinz Dalarnas län und ist Teil des Skiclubs von Kvissleby. Seit 2008 nimmt sie regelmäßig am Speedski-Weltcup teil. Von Beginn an fuhr sie in der klassischen Klasse S1 und konnte schon bei der WM 2009 die Goldmedaille in der Juniorenkonkurrenz gewinnen. Auch im Seniorenbereich konnte sie bereits drei Medaillen bei Speedski-Weltmeisterschaften, mehrere Podestplatzierungen im Weltcup und einen zweiten Rang in der Weltcup-Gesamtwertung erringen.

## Erfolge

### Weltmeisterschaften
- Vars 2009: 1. S1 Junior
- Verbier 2011: 6. S1
- Vars 2013: 4. S1
- Grandvalira / Grau Roig 2015: 3. S1
- Idre Fjäll 2017: 3. S1
- Vars 2019: 2. S1

### Weltcupwertungen
| Saison | S1    | S1     | S1 Junior | S1 Junior |
| Saison | Platz | Punkte | Platz     | Punkte    |
| ------ | ----- | ------ | --------- | --------- |
| 2008   | 9.    | 19     | –         | –         |
| 2009   | –     | –      | 1.        | 62        |
| 2010   | 4.    | 82     | –         | –         |
| 2011   | 6.    | 24     | –         | –         |
| 2012   | 6.    | 130    | –         | –         |
| 2014   | 5.    | 110    | –         | –         |
| 2015   | 7.    | 60     | –         | –         |
| 2016   | 2.    | 340    | –         | –         |
| 2017   | 6.    | 205    | –         | –         |
| 2018   | 7.    | 226    | –         | –         |
| 2019   | 4.    | 300    | –         | –         |
| 2020   | 3.    | 360    | –         | –         |
| 2021   | 3.    | 175    | –         | –         |

### Weltcupsiege
- 16 Podestplatzierungen, davon ein Sieg

|    | Datum      | Ort  | Land     |
| -- | ---------- | ---- | -------- |
| 1. | 10.04.2016 | Idre | Schweden |